# Olley
Olley – miejscowość i gmina we Francji, w regionie Grand Est, w departamencie Meurthe i Mozela.
Według danych na rok 1990 gminę zamieszkiwały 224 osoby, a gęstość zaludnienia wynosiła 24 osób/km² (wśród 2335 gmin Lotaryngii Olley plasuje się na 821. miejscu pod względem liczby ludności, natomiast pod względem powierzchni na miejscu 645.).